# 勒罗泽勒
勒罗泽勒（法語：Le Rozel，法語發音：[lə ʁozɛl]）是法国芒什省的一个市镇，属于瑟堡区。

## 地理
勒罗泽勒（49°29'13"N, 1°49'44"W）面积5.52 平方千米，位于法国诺曼底大区芒什省，该省份为法国西北部沿海省份，西、北、东北三面环大西洋，东起顺时针与卡爾瓦多斯省、奧恩省、马耶讷省和伊勒-维莱讷省接壤。
与勒罗泽勒接壤的市镇（或旧市镇、城区）包括：莱皮约、皮埃尔维尔、圣日耳曼勒加亚尔、叙尔坦维尔。

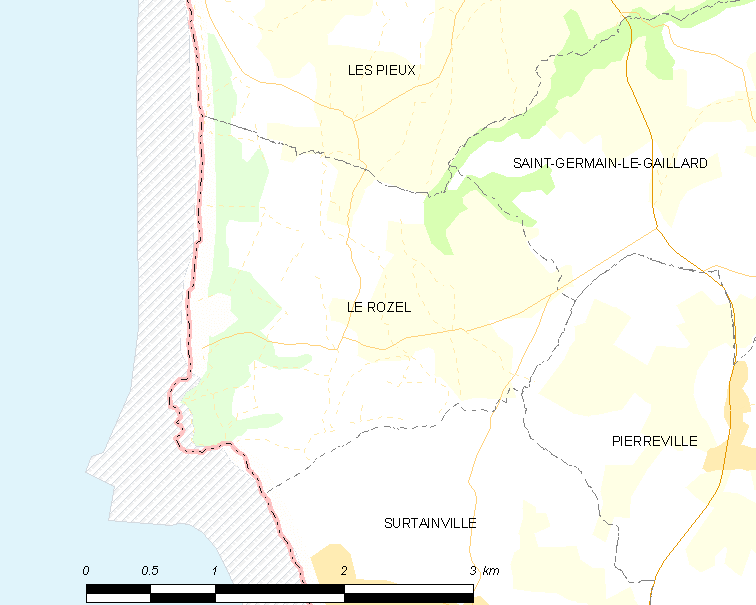
勒罗泽勒的OSM定位图

勒罗泽勒的时区为UTC+01:00、UTC+02:00（夏令时）。

## 行政
勒罗泽勒的邮政编码为50340，INSEE市镇编码为50442。

## 政治
勒罗泽勒所属的省级选区为莱皮约县。

## 人口

1962-2008年间勒罗泽勒人口变化图示

勒罗泽勒于2022年1月1日时的人口数量为244人。